# Pickert

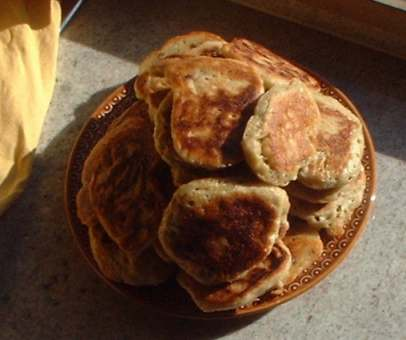
Lippischer Pickert.

El Pickert, denominado también Lippischer Pickert, es una especie de Crêpe (muy similar al pfannkuchen), en tiempos remotos este plato de la cocina alemana era considerado como comida de pobres procedente de la región de Lippe en Renania del Norte-Westfalia. 

## Composición
Es posible que se pensara que era comida de pobres debido a la sencillez y austeridad de sus ingredientes: harina, agua, levadura fresca, huevos, pasas y patatas ralladas. Todos ellos forman una pasta que se fríe en una sartén con Leberwurst (Embutido), puré de ciruela, Zwetschenmus (puré de otra forma de ciruela), mantequilla, mermelada, puré de manzana o en su defecto melaza de remolacha azucarera (Rübenkraut).

## Elaboración
La preparación del Pickert dependerá de si el cocinero es del este de westfalia o del sudeste de Osnabrück.
El Pickert de Westfalia tiene las patatas en la composición y a esta pasta se le añade la harina, el huevos, leche y sal. La preparación consiste en una lenta cocción en una placa de hierro fundido especial (Pickertplatte), es especial ya que no se encuentra en los mercados y según parece se hereda de padres a hijos. Sobre esta plancha caliente se pone algo de tocino y se van poniendo las láminas muy finas de la pasta, hasta que el calor las vaya dorando. Se suelen comer con un poco de sal y mantequilla acompañadas de un café recién hecho.
- Datos: Q316244